# ماراكايبو

ماراكايبو (بالإسبانية: Maracaibo) ثاني أكبر مدن فنزويلا بعد العاصمة كاراكاس . تعتبر عاصمة ولاية زوليا . يبلغ عدد سكان المدينة 1,571,885 نسمة حسب إحصاء سنة 2001 بينما تبلغ مساحتها 1,393 كيلومتر مربع .

## المناخ
يظهر الجدول التالي التغييرات المناخية على مدار السنة لماراكايبو:
| البيانات المناخية لـماراكايبو                                                                            | البيانات المناخية لـماراكايبو | البيانات المناخية لـماراكايبو | البيانات المناخية لـماراكايبو | البيانات المناخية لـماراكايبو | البيانات المناخية لـماراكايبو | البيانات المناخية لـماراكايبو | البيانات المناخية لـماراكايبو | البيانات المناخية لـماراكايبو | البيانات المناخية لـماراكايبو | البيانات المناخية لـماراكايبو | البيانات المناخية لـماراكايبو | البيانات المناخية لـماراكايبو | البيانات المناخية لـماراكايبو |
| الشهر | يناير                         | فبراير                        | مارس                          | أبريل                         | مايو                          | يونيو                         | يوليو                         | أغسطس                         | سبتمبر                        | أكتوبر                        | نوفمبر                        | ديسمبر                        | المعدل السنوي                 |
| --- | ----------------------------- | ----------------------------- | ----------------------------- | ----------------------------- | ----------------------------- | ----------------------------- | ----------------------------- | ----------------------------- | ----------------------------- | ----------------------------- | ----------------------------- | ----------------------------- | ----------------------------- |
| الدرجة القصوى °م (°ف)                                                                                    | 36.4 (97.5)                   | 39.4 (102.9)                  | 37.9 (100.2)                  | 39.6 (103.3)                  | 37.8 (100.0)                  | 38.0 (100.4)                  | 38.8 (101.8)                  | 38.1 (100.6)                  | 39.0 (102.2)                  | 36.6 (97.9)                   | 36.3 (97.3)                   | 35.8 (96.4)                   | 39.6 (103.3)                  |
| متوسط درجة الحرارة الكبرى °م (°ف)                                                                        | 32.5 (90.5)                   | 32.8 (91.0)                   | 33.1 (91.6)                   | 33.1 (91.6)                   | 33.1 (91.6)                   | 33.6 (92.5)                   | 34.1 (93.4)                   | 34.2 (93.6)                   | 33.6 (92.5)                   | 32.5 (90.5)                   | 32.4 (90.3)                   | 32.5 (90.5)                   | 33.1 (91.6)                   |
| المتوسط اليومي °م (°ف)                                                                                   | 27.7 (81.9)                   | 28.0 (82.4)                   | 28.6 (83.5)                   | 29.0 (84.2)                   | 29.1 (84.4)                   | 29.3 (84.7)                   | 29.5 (85.1)                   | 29.6 (85.3)                   | 29.1 (84.4)                   | 28.3 (82.9)                   | 28.3 (82.9)                   | 27.9 (82.2)                   | 28.7 (83.7)                   |
| متوسط درجة الحرارة الصغرى °م (°ف)                                                                        | 22.8 (73.0)                   | 23.2 (73.8)                   | 24.1 (75.4)                   | 24.8 (76.6)                   | 25.0 (77.0)                   | 24.9 (76.8)                   | 24.9 (76.8)                   | 24.9 (76.8)                   | 24.6 (76.3)                   | 24.1 (75.4)                   | 24.1 (75.4)                   | 23.3 (73.9)                   | 24.2 (75.6)                   |
| أدنى درجة حرارة °م (°ف)                                                                                  | 19.2 (66.6)                   | 18.8 (65.8)                   | 20.4 (68.7)                   | 20.7 (69.3)                   | 20.5 (68.9)                   | 20.2 (68.4)                   | 21.0 (69.8)                   | 20.2 (68.4)                   | 20.2 (68.4)                   | 20.0 (68.0)                   | 20.6 (69.1)                   | 18.9 (66.0)                   | 18.8 (65.8)                   |
| معدل هطول الأمطار مم (إنش)                                                                               | 5.1 (0.20)                    | 2.7 (0.11)                    | 5.9 (0.23)                    | 52.1 (2.05)                   | 66.8 (2.63)                   | 55.4 (2.18)                   | 26.5 (1.04)                   | 60.0 (2.36)                   | 104.0 (4.09)                  | 114.4 (4.50)                  | 70.6 (2.78)                   | 16.9 (0.67)                   | 580.4 (22.85)                 |
| متوسط الأيام الممطرة (≥ 1.0 mm)                                                                          | 0.6                           | 0.3                           | 0.6                           | 3.6                           | 6.1                           | 6.7                           | 3.6                           | 5.8                           | 8.1                           | 9.2                           | 5.3                           | 1.7                           | 51.6                          |
| متوسط الرطوبة النسبية (%)                                                                                | 69.0                          | 68.5                          | 68.0                          | 71.5                          | 73.5                          | 71.0                          | 69.0                          | 69.5                          | 72.0                          | 75.0                          | 73.0                          | 72.0                          | 71.0                          |
| ساعات سطوع الشمس الشهرية                                                                                 | 266.6                         | 240.8                         | 244.9                         | 183.0                         | 179.8                         | 201.0                         | 244.9                         | 232.5                         | 192.0                         | 182.9                         | 204.0                         | 238.7                         | 2٬611٫1                       |
| المصدر #1: Instituto Nacional de Meteorología e Hidrología (INAMEH)                                      |                               |                               |                               |                               |                               |                               |                               |                               |                               |                               |                               |                               |                               |
| المصدر #2: NOAA (extremes and sun 1961–1990), المنظمة العالمية للأرصاد الجوية (precipitation, 1961–1990) |                               |                               |                               |                               |                               |                               |                               |                               |                               |                               |                               |                               |                               |

## توأمة
لماراكايبو اتفاقيات توأمة مع كل من:
- نيو أورلينز (1998 - )[9]
- كفار سابا
- بلويشت [10]
- بريمن [10]
- ديربان [10]
- سان خوان
- مدينة مكسيكو
- سانتياغو دي كوبا
- مقاطعة هونولولو
- تاينان [10]
- تاي شانغ [10]
- ريوهاتشا [10]
- مونتيري [10]
- موبيل [10]
- ميامي [10]
- أصفهان [10]
- غواياكيل [10]
- غوادالاخارا [10]
- Girardot Municipality, Aragua [الإنجليزية]‏ [10]
- كامبيناس [10]
- كالي [10]
- بارانكيا [10]

## أبرز من أنجبتهم المدينة
- رافائيل ماريا بارالت

## أعلام
- مونيكا سبير
- إدواردو لوبيز بوستامينت
- فرناندو أنطونيو برموديز أرياس
- ريكاردو أغيري
- لوبيتا فيرير
- بيدرو غامارو
- رافائيل أوردانيتا
- سيزار غوتيريز
- إدغار بينيا
- يوهاندري أوروزكو